# Geraldo Piquet
Geraldo Piquet Souto Maior, né le 17 novembre 1977 à Brasilia, est un pilote automobile brésilien. Il court actuellement en Fórmula Truck (en) avec un camion Ford dans l'équipe DF Motorsport (pt).
Il est le fils aîné du triple champion du monde de Formule 1 Nelson Piquet, et le demi-frère de Nelson Piquet Jr., Kelly Piquet et Pedro Piquet.

## Carrière sportive

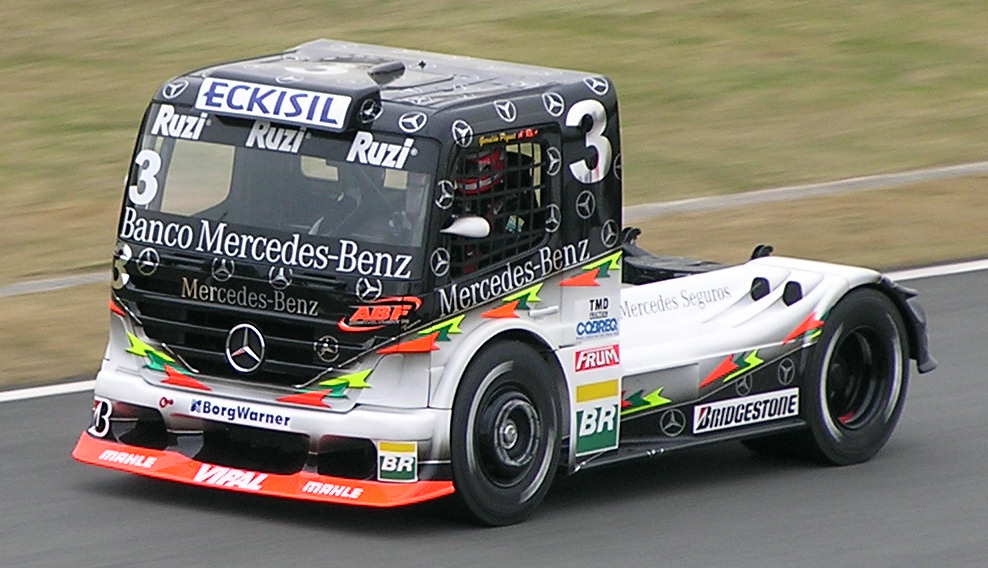
Geraldo Piquet au volant d’un Mercedes-Benz à Interlagos en 2016.

Geraldo Piquet débute en karting dans les années 1980. En 2003, il fait ses débuts en Fórmula Truck où il court encore aujourd'hui. Il a piloté un camion Mercedes-Benz dans l'équipe ABF Competitions pendant plusieurs saisons.

## Résultats en Fórmula Truck
Légende : les courses en gras indiquent la pole position, et les courses en italique indiquent le tour le plus rapide.
| Année | Équipe       | 1       | 2       | 3       | 4       | 5      | 6       | 7       | 8       | 9       | 10      | Classement | Points |
| ----- | ------------ | ------- | ------- | ------- | ------- | ------ | ------- | ------- | ------- | ------- | ------- | ---------- | ------ |
| 2003  | ABF Mercedes | GOI 9   | GUA 8   | CAS Ret | BSB Ret | LON 10 | CAM 4   | SAO Ret | TAR 7   | CUR Ret |         | 11e        | 21     |
| 2004  | ABF Mercedes | CAR 11  | GUA 15  | SAO 5   | GOI Ret | CAM 7  | LON Ret | CAS 5   | TAR 6   | BSB 2   |         | 8e         | 49     |
| 2005  | ABF Mercedes | CAR 11  | GOI 3   | SAO Ret | GUA Ret | LON NP | CAM C   | CUR NP  | TAR NP  | BSB 16  |         | 18e        | 13     |
| 2006  | ABF Mercedes | CAR Ret | FOR 4   | SAO NP  | GUA Ret | CAM NP | CAS 7   | CUR 4   | TAR 9   | BSB 1   |         | 8e         | 52     |
| 2007  | ABF Mercedes | CAS 1   | TAR Ret | SAO 8   | FOR Ret | CAR 7  | GOI 7   | CUR 4   | CAM 7   | BSB 1   |         | 5e         | 76     |
| 2008  | ABF Mercedes | GUA 13  | GOI 2   | CAR 2   | FOR 1   | SAO 2  | LON 16  | CAM Ret | CUR 3   | TAR 1   | BSB 6   | 2e         | 165    |
| 2009  | ABF Mercedes | GUA 6   | FOR 1   | CAR 6   | GOI 10  | SAO 6  | LON Ret | ARG 3   | SCZ Ret | CUR 2   | BSB 2   | 5e         | 132    |
| 2010  | ABF Mercedes | GUA 6   | RIO Ret | CAR 3   | CAM 9   | SAO 9  | LON 6   | ARG 1   | VEL 2   | CUR Ret | BSB 10  | 5e         | 114    |
| 2011  | ABF Mercedes | SCZ Ret | RIO 1   | CAR Ret | GOI 2   | SAO 5  | LON 2   | ARG 1   | GUA 3   | CUR Ret | BSB Ret | 2e         | 89     |
| 2012  | ABF Mercedes | VEL NP  | RIO NP  | CAR 4   | GOI Ret | SAO 10 | CAS 4   | ARG Ret | GUA 6   | CUR Ret | BSB Ret | 13e        | 46     |